# Из нов път
„Из нов път“ е българско литературно списание, издавано в София от Иван Андрейчин в периода от 1907 г. до 1910 г. Списанието обединява автори с новаторски амбиции и с претенции за създаване на нова естетика.
То участва активно в основния дебат на българския модернизъм – за стратегиите при осъществяване на принципа „приобщаване-съхраняване“, наложен от кръга „Мисъл“, т.е. за типа диалог между родното и чуждото. В историята на модернистичната ни критика тази естетическа операция се осмисля в три основни линии: абсолютизация на чуждия художествен модел („епигонска“ тенденция), равнопоставяне между родния и модерноевропейския духовен строй („синхронизаторска“ тенденция) и отстояване на националната уникалност и културната самодостатъчност („автономна“ тенденция).
„Из нов път“ се свързва с началните прояви на българския символизъм, който търси медийна трибуна за налагане на естетиката си в теоретичен и художествен план. Като печатен орган на новото модерно изкуство то се нарежда по степен на културно въздействие и авторитет след списанията „Художник“ (първата му годишнина, 1905/06), „Наш живот“ (втората му годишнина, 1906/07) и алманаха „Южни цветове“ (1907).
Първият брой на списание „Из нов път“ излиза след 1 септември 1907 г. Списанието е планирано да бъде месечно, но за целия период на съществуването му излизат едва 6 броя.
В списанието печатат стихове Димчо Дебелянов, Димитър Подвързачов, Иван Андрейчин, Димитър Бабев, Христо Борина, Илия Булев, Асен Белковски. Белетристика публикуват Добри Немиров, Рачо Стоянов, Никола Данчов. Всеки брой се открива с редакционна статия от Иван Андрейчин – обикновено с естетикопрограмен характер. Следват стихотворения, поеми и разкази на български автори. Накрая е преводната литература. Почти всички чужди автори са представени в кратки литературни силуети, написани от Иван Андрейчин – Хенрик Ибсен, Едуар Дюжарден, Артър Конан Дойл, Хърбърт Уелс, Реми дьо Гурмон, Морис Метерлинк и др.